# 長谷川陽子
長谷川 陽子（はせがわ ようこ）は、東京都出身のチェロ奏者。高校3年でリサイタルおよび協奏曲デビューし、2022年にデビュー35周年を迎えた。2024年10月12日、オフィシャルサイトで体調不良のため長期活動休止を発表。

## 経歴
9歳から桐朋学園大学付属《子供のための音楽教室》で井上頼豊に師事し、15歳で第54回日本音楽コンクール第2位入賞。高校3年からコンサート活動に入る。桐朋学園大学に進学後、1989年より文化庁派遣在外研修員としてフィンランドのシベリウス・アカデミーに留学し、アルト・ノラスに師事。1992年首席で卒業後帰国。
日本の主要オーケストラと共演した他、フィルハーモニア管弦楽団、フランス国立放送フィルハーモニー管弦楽団、ハンガリー放送交響楽団、ウィーン・コンツェルトフェライン室内管弦楽団、モスクワ・フィルハーモニー管弦楽団など内外のオーケストラにソリストとして迎えられている。また、NHK朝の連続テレビ小説『純情きらり』のテーマ曲や、NHK大河ドラマ『平清盛』のエンディング・テーマ曲演奏などを担当。
CDはビクターエンタテインメントより20枚以上発表している。第5弾のCD『コダーイ：無伴奏チェロ・ソナタ』は「文化庁芸術作品賞」「日本プロ音楽録音賞」などを受賞。『バッハ無伴奏チェロ組曲』（1999年）、チェロとアコーディオン版の『展覧会の絵』（2001年）が『レコード芸術』特選盤に選ばれた。
2015年より、桐朋学園大学音楽学部准教授。
2025年5月現在、桐朋学園大学および同大学大学院教授。

## 主な受賞歴
- 第3回アリオン賞審査員奨励賞(1985年)
- 村松賞(1988年)
- 第9回霧島国際音楽祭賞(1988年)
- ロストロポーヴィッチ国際チェロ・コンクール特別賞（1990年）
- モービル音楽賞奨励賞(1991年)
- 新日鉄フレッシュ･アーティスト賞(1991年)
- 齋藤秀雄メモリアル基金賞[7]

## 出演番組
- NHK-FM『おしゃべりクラシック』- パーソナリティ[8]（渡辺徹との共演）

## 著作
『チェロの森』時事通信出版局，2010

## エピソード
- クラシック演奏家としては珍しいファンクラブがある[10]。
- 中学時代はチェッカーズの藤井フミヤの大ファンであった[11]。
- 両親ともアマチュアとしてヴァイオリンを教えていたが、あまり上手ではなく「ヴァイオリンっていうのは変な音がするから絶対嫌だ」と思っていたという[11]。
- 父親はレコーディング関連の仕事もしており、家ではクラシックに限らず色々な音楽が流れていた。その中でチェロの音色を聴いて「これだったらいい音がする」と思い、チェロをやりたいと言い出したのがチェロを始めるきっかけであった[11]。
- 初期の頃にはチェロ好き広場ひまわりというファンクラブがあった。この会長を、「がんが消えたーある自然治癒の記録」の著者でもある寺山心一翁が務めていた。
- ビクターよりリリースしたデビュー・アルバム「珠玉のチェロ名曲集」がクラシック・ヒット・チャート第1位にランクされたことがある。
- 最年少で、ジュゼッペ・シノーポリのソリスト・オーディションに合格した。
- 2005年5月22日、神戸ワールド記念ホールで開催された、第3回1000人のチェロ・コンサートにマエストロの1人として参加した。
- 自身の出産・子育てと演奏活動の両立に悩んだ経験を活かし「0歳児とおでかけ応援プロジェクト」コンサートに企画段階から参加した。
- 大の愛猫家としても知られる。